# Joe Bugner

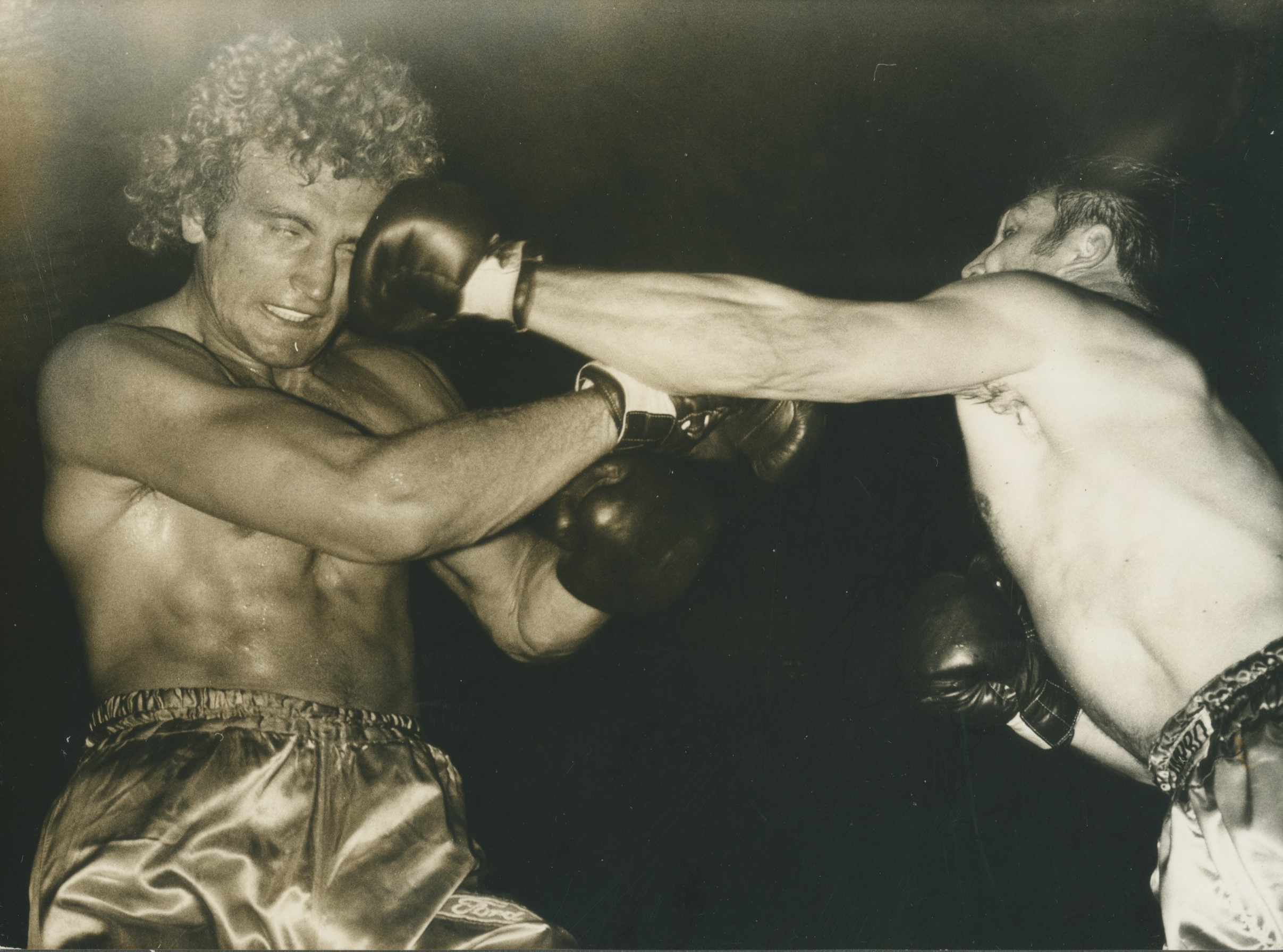
Joe Bugner (links) en Jack Bodell in 1971

József Kreul "Joe" Bugner (Szeged, 13 maart 1950) is een Brits-Australisch voormalig bokser en acteur. Als acteur is hij het best bekend van zijn rol in de film Street Fighter uit 1994.
In de jaren '70 behoorde hij tot de top van de zwaargewichten. In 1973 mocht hij het opnemen tegen Muhammad Ali en Joe Frazier. Hij verloor beide kampen op punten, maar hield het beide keren wel de volle 12 ronden vol.